# Bản đồ định mệnh
Bản đồ định mệnh (tựa gốc: The Adjustment Bureau) là một bộ phim khoa học viễn tưởng giật gân của Mỹ năm 2011 chủ yếu dựa trên truyện ngắn "Adjustment Team" của Philip K. Dick. Phim do George Nolfi đạo diễn và viết kịch bản, sản xuất bởi Chris Moore và có sự tham gia của Matt Damon và Emily Blunt, bên cạnh dàn diễn viên Anthony Mackie, John Slattery, Michael Kelly và Terence Stamp.